# Eupsilia brunnea
Eupsilia brunnea är en fjärilsart som beskrevs av Lampa 1885. Eupsilia brunnea ingår i släktet Eupsilia och familjen nattflyn. Inga underarter finns listade i Catalogue of Life.